# 4848 Тутанхамон
4848 Тутанхамон (4848 Tutenchamun) — астероїд головного поясу, відкритий 30 вересня 1973 року.
Тіссеранів параметр щодо Юпітера — 3,188.
За Тутанхамон - давньоєгипетський фараон.